# Amir Nasr-Azadani
Amir Reza Nasr-Azadani (en persa: امیررضا نصرآزادانی‎; Isfahán, 7 de febrero de 1996) es un ex-futbolista iraní que jugaba en la demarcación de defensa. El último club donde jugó fue el FC Iranjavan Bushehr de la Liga 3. En enero de 2023 fue condenado a 26 años de prisión por su participación en las protestas por la muerte de Mahsa Amini en Isfahán en 2022, y por ser miembro de un «grupo armado» implicado en el asesinato de tres guardias de seguridad.
Varios medios de comunicación informaron que había sido condenado a muerte por el gobierno iraní durante las protestas, pero las autoridades iraníes lo negaron.

## Carrera deportiva
Amir Nasr-Azadani se incorporó al Rah Ahan Yazdan F.C. en 2015, tras pasar su carrera juvenil en el Sepahan Sport Club. Jugó para el Iran Pro League con el equipo Rah Ahan FC y para el Tractor Sazi FC, y en menores divisiones para el Gol Reyhan Alborz FC, Sepahan Novin FC y para el FC Iranjavan Bushehr.
| Club              | Temporada | Liga            | Liga | Liga | Copa | Copa | Continental | Continental | Total | Total |
| Club              | Temporada | División        | PJ   | G    | PJ   | G    | PJ          | G           | PJ    | G     |
| ----------------- | --------- | --------------- | ---- | ---- | ---- | ---- | ----------- | ----------- | ----- | ----- |
| Rah Ahan          | 2015-16   | Iran Pro League | 3    | 0    | 1    | 0    | 0           | 0           | 4     | 0     |
| Tractor           | 2016–17   | Iran Pro League | 1    | 0    | 0    | 0    | 0           | 0           | 1     | 0     |
| Tractor           | 2017–18   | Iran Pro League | 13   | 2    | 2    | 0    | 0           | 0           | 15    | 2     |
| Gol Reyhan Alborz | 2018-19   | Liga Azadegan   | ?    | ?    | ?    | ?    | ?           | ?           | ?     | ?     |
| Sepahan Novin     | 2020-21   | Liga 3          | ?    | ?    | ?    | ?    | ?           | ?           | ?     | ?     |
| Iranjavan Bushehr | 2021-22   | Liga 2          | 8    | 0    | 0    | 0    | 0           | 0           | 8     | 0     |
| Iranjavan Bushehr | 2022-23   | Liga 3          | ?    | ?    | ?    | ?    | ?           | ?           | ?     | ?     |
| Total             | Total     | Total           | 25   | 2    | 3    | 0    | 0           | 0           | 28    | 2     |

## Condena durante las protestas iraníes de 2022
Durante 2022 participó en las protestas por la muerte de Mahsa Amini en Isfahán, por lo que fue arrestado y presuntamente condenado a la pena de muerte por el gobierno iraní, acusado del delito de moharebeh (enemistad con Dios, según la Sharía). Según el presidente del Tribunal Supremo de Isfahán, Asadullah Jafari, la acusación que recae sobre Nasr-Azdani es la de ser miembro de un «grupo armado» involucrado en la muerte de tres guardias de seguridad durante las protestas.
Debido al presunto castigo contra el jugador, una vez se conoció el caso a escala mundial, FIFPro expresó su solidaridad con el futbolista y ha pedido que no se lleve a cabo la pena capital, lo cual ha despertado reacciones en otros jugadores como Marc Bartra, Radamel Falcao y Diego Godín.
El lunes 19 de diciembre la embajada de Irán en Colombia publicó un mensaje en la red social Twitter según el cual una noticia de Antena3 titulada «El futbolista iraní Amir Nasr-Azadani será ejecutado por 'traición a la patria'» es una noticia falsa ya que «El Juicio todavía no se ha llevado a cabo». Para el medio argentino Infobae, la publicación de la embajada colombiana puede estar asociada a las declaraciones del presidente de Colombia Gustavo Petro, la artista Shakira y el futbolista Radamel Falcao.
En enero de 2023 fue condenado a 26 años de prisión por su participación en las protestas, así como por participar en el «grupo armado» que causó el asesinato de tres guardias de seguridad.